# Тракия 1
Тракия 1 е порода люспест шаран, който е селектиран в Института по рибарство и аквакултури в Пловдив. Това е първата порода шарани, която е селектирана в България.
В периода 1992 – 1996 г. под ръководството на ст.н.с. д-р Гр. Грозев се провежда изследователска дейност по проект за създаване на шаран със специфична за гръцкия и македонския пазар форма, както и на технология за производството му. Авторският колектив е в състав ст.н.с. д-р Гр. Грозев, ст.н.с. д-р А. Цеков, ст.н.с. д-р Л. Хаджиниколова, н.с. Ат. Бояджиев. Заявката за признаване на породата е направена на 9 юли 1997 г. Признаването ѝ от Патентното ведомство на България става със сертификат № 10312 от 31 май 2001 г.